# Tour de Yorkshire de 2017
A 3.ª edição do Tour de Yorkshire foi uma corrida de ciclismo de estrada por etapas que se celebrou entre 28 e 30 de abril de 2017 no Reino Unido com início na cidade de Bridlington e final em Sheffield sobre um percurso de 490 km.
A corrida fez parte do UCI Europe Tour de 2017, dentro da categoria UCI 2.1.
A corrida foi vencida pelo corredor belga Serge Pauwels da equipa Dimension Data, em segundo lugar Omar Fraile (Dimension Data) e em terceiro lugar Jonathan Hivert (Direct Énergie).

## Equipas participantes
Tomaram parte na corrida 18 equipas: 7 de categoria UCI ProTeam; 5 de categoria Profissional Continental; 5 de categoria Continental e a equipa nacional do Reino Unido. Formando assim um pelotão de 135 ciclistas dos que acabaram 100. As equipas participantes foram:
| Equipes WorldTeam (7)- BMC Racing Team - Orica-Scott - Dimension Data - Team Sunweb - Katusha-Alpecin - Lotto NL-Jumbo - Sky Equipes profissionais Continentais (5)- Aqua Blue Sport - Cofidis, Solutions Crédits - Direct Énergie - Roompot-Nederlandse Loterij - Delko Marseille Provence KTM Equipes Continentais (5)- ONE Pro Cycling - JLT Condor - Madison Genesis - Bike Channel-Canyon - Team Raleigh GAC Equipe nacional- Grã-Bretanha |
| |

## Etapas
| Etapa | Data    | Percurso                  | type            | Distância (km) | Vencedor          | Líder geral       |
| ----- | ------- | ------------------------- | --------------- | -------------- | ----------------- | ----------------- |
| 1     | 28 abr. | Bridlington – Scarborough | etapa escarpada | 174            | Dylan Groenewegen | Dylan Groenewegen |
| 2     | 29 abr. | Tadcaster – Harrogate     | etapa escarpada | 122,5          | Nacer Bouhanni    | Caleb Ewan        |
| 3     | 30 abr. | Bradford – Sheffield      | média montanha  | 194,5          | Serge Pauwels     | Serge Pauwels     |

### 1.ª etapa
| \| Classificação por etapas \| Classificação por etapas \| Classificação por etapas \| Classificação por etapas \| Classificação por etapas \| \| Ciclista \| Ciclista \| Equipe \| Tempo \| \| \| ------------------------ \| ------------------------ \| --------------------------- \| ------------------------ \| ------------------------ \| \| 1. \| Dylan Groenewegen \| LottoNL-Jumbo \| 4h09m38s \| \| \| 2. \| Caleb Ewan \| Orica-Scott \| + 0s \| \| \| 3. \| Chris Opie \| Bike Channel-Canyon \| + 0s \| \| \| 4. \| Nacer Bouhanni \| Cofidis, Solutions Crédits \| + 0s \| \| \| 5. \| Steele Von Hoff \| ONE Pro Cycling \| + 0s \| \| \| 6. \| Kristian Sbaragli \| Dimension Data \| + 0s \| \| \| 7. \| André Looij \| Roompot-Nederlandse Loterij \| + 0s \| \| \| 8. \| Adam Blythe \| Aqua Blue Sport \| + 0s \| \| \| 9. \| Baptiste Planckaert \| Katusha-Alpecin \| + 0s \| \| \| 10. \| Enrique Sanz \| Team Raleigh GAC \| + 0s \| \| |                     |                             |          |
| |                     |                             |          |
| |                     |                             |          |
| Classificação por etapas |                     |                             |          |
| Ciclista | Ciclista            | Equipe                      | Tempo    |
| 1. | Dylan Groenewegen   | LottoNL-Jumbo               | 4h09m38s |
| 2. | Caleb Ewan          | Orica-Scott                 | + 0s     |
| 3. | Chris Opie          | Bike Channel-Canyon         | + 0s     |
| 4. | Nacer Bouhanni      | Cofidis, Solutions Crédits  | + 0s     |
| 5. | Steele Von Hoff     | ONE Pro Cycling             | + 0s     |
| 6. | Kristian Sbaragli   | Dimension Data              | + 0s     |
| 7. | André Looij         | Roompot-Nederlandse Loterij | + 0s     |
| 8. | Adam Blythe         | Aqua Blue Sport             | + 0s     |
| 9. | Baptiste Planckaert | Katusha-Alpecin             | + 0s     |
| 10. | Enrique Sanz        | Team Raleigh GAC            | + 0s     |

| \| Classificação geral \| Classificação geral \| Classificação geral \| Classificação geral \| Classificação geral \| \| Ciclista \| Ciclista \| Equipe \| Tempo \| \| \| ------------------- \| ------------------- \| ---------------------------- \| ------------------- \| ------------------- \| \| 1. \| Dylan Groenewegen \| LottoNL-Jumbo \| 4h09m28s \| \| \| 2. \| Caleb Ewan \| Orica-Scott \| + 4s \| \| \| 3. \| Chris Opie \| Bike Channel-Canyon \| + 6s \| \| \| 4. \| Ángel Madrazo \| Delko-Marseille Provence-KTM \| + 8s \| \| \| 5. \| Nacer Bouhanni \| Cofidis, Solutions Crédits \| + 10s \| \| \| 6. \| Steele Von Hoff \| ONE Pro Cycling \| + 10s \| \| \| 7. \| Kristian Sbaragli \| Dimension Data \| + 10s \| \| \| 8. \| André Looij \| Roompot-Nederlandse Loterij \| + 10s \| \| \| 9. \| Adam Blythe \| Aqua Blue Sport \| + 10s \| \| \| 10. \| Baptiste Planckaert \| Katusha-Alpecin \| + 10s \| \| |                     |                              |          |
| |                     |                              |          |
| |                     |                              |          |
| Classificação geral |                     |                              |          |
| Ciclista | Ciclista            | Equipe                       | Tempo    |
| 1. | Dylan Groenewegen   | LottoNL-Jumbo                | 4h09m28s |
| 2. | Caleb Ewan          | Orica-Scott                  | + 4s     |
| 3. | Chris Opie          | Bike Channel-Canyon          | + 6s     |
| 4. | Ángel Madrazo       | Delko-Marseille Provence-KTM | + 8s     |
| 5. | Nacer Bouhanni      | Cofidis, Solutions Crédits   | + 10s    |
| 6. | Steele Von Hoff     | ONE Pro Cycling              | + 10s    |
| 7. | Kristian Sbaragli   | Dimension Data               | + 10s    |
| 8. | André Looij         | Roompot-Nederlandse Loterij  | + 10s    |
| 9. | Adam Blythe         | Aqua Blue Sport              | + 10s    |
| 10. | Baptiste Planckaert | Katusha-Alpecin              | + 10s    |

### 2.ª etapa
| \| Classificação por etapas \| Classificação por etapas \| Classificação por etapas \| Classificação por etapas \| Classificação por etapas \| \| Ciclista \| Ciclista \| Equipe \| Tempo \| \| \| ------------------------ \| ------------------------ \| -------------------------- \| ------------------------ \| ------------------------ \| \| 1. \| Nacer Bouhanni \| Cofidis, Solutions Crédits \| 2h45m51s \| \| \| 2. \| Caleb Ewan \| Orica-Scott \| + 0s \| \| \| 3. \| Jonathan Hivert \| Direct Énergie \| + 0s \| \| \| 4. \| Dylan Groenewegen \| LottoNL-Jumbo \| + 0s \| \| \| 5. \| Christopher Lawless \| Grã-Bretanha \| + 0s \| \| \| 6. \| Kristian Sbaragli \| Dimension Data \| + 0s \| \| \| 7. \| Søren Kragh Andersen \| Team Sunweb \| + 0s \| \| \| 8. \| Tony Hurel \| Direct Énergie \| + 0s \| \| \| 9. \| Matthew Holmes \| Madison Genesis \| + 0s \| \| \| 10. \| Adam Blythe \| Aqua Blue Sport \| + 0s \| \| |                      |                            |          |
| |                      |                            |          |
| |                      |                            |          |
| Classificação por etapas |                      |                            |          |
| Ciclista | Ciclista             | Equipe                     | Tempo    |
| 1. | Nacer Bouhanni       | Cofidis, Solutions Crédits | 2h45m51s |
| 2. | Caleb Ewan           | Orica-Scott                | + 0s     |
| 3. | Jonathan Hivert      | Direct Énergie             | + 0s     |
| 4. | Dylan Groenewegen    | LottoNL-Jumbo              | + 0s     |
| 5. | Christopher Lawless  | Grã-Bretanha               | + 0s     |
| 6. | Kristian Sbaragli    | Dimension Data             | + 0s     |
| 7. | Søren Kragh Andersen | Team Sunweb                | + 0s     |
| 8. | Tony Hurel           | Direct Énergie             | + 0s     |
| 9. | Matthew Holmes       | Madison Genesis            | + 0s     |
| 10. | Adam Blythe          | Aqua Blue Sport            | + 0s     |

| \| Classificação geral \| Classificação geral \| Classificação geral \| Classificação geral \| Classificação geral \| \| Ciclista \| Ciclista \| Equipe \| Tempo \| \| \| ------------------- \| -------------------- \| ---------------------------- \| ------------------- \| ------------------- \| \| 1. \| Caleb Ewan \| Orica-Scott \| 6h55m17s \| \| \| 2. \| Nacer Bouhanni \| Cofidis, Solutions Crédits \| + 2s \| \| \| 3. \| Dylan Groenewegen \| LottoNL-Jumbo \| + 2s \| \| \| 4. \| Chris Opie \| Bike Channel-Canyon \| + 8s \| \| \| 5. \| Jonathan Hivert \| Direct Énergie \| + 8s \| \| \| 6. \| Ángel Madrazo \| Delko-Marseille Provence-KTM \| + 10s \| \| \| 7. \| Kristian Sbaragli \| Dimension Data \| + 12s \| \| \| 8. \| Steele Von Hoff \| ONE Pro Cycling \| + 12s \| \| \| 9. \| Adam Blythe \| Aqua Blue Sport \| + 12s \| \| \| 10. \| Søren Kragh Andersen \| Team Sunweb \| + 12s \| \| |                      |                              |          |
| |                      |                              |          |
| |                      |                              |          |
| Classificação geral |                      |                              |          |
| Ciclista | Ciclista             | Equipe                       | Tempo    |
| 1. | Caleb Ewan           | Orica-Scott                  | 6h55m17s |
| 2. | Nacer Bouhanni       | Cofidis, Solutions Crédits   | + 2s     |
| 3. | Dylan Groenewegen    | LottoNL-Jumbo                | + 2s     |
| 4. | Chris Opie           | Bike Channel-Canyon          | + 8s     |
| 5. | Jonathan Hivert      | Direct Énergie               | + 8s     |
| 6. | Ángel Madrazo        | Delko-Marseille Provence-KTM | + 10s    |
| 7. | Kristian Sbaragli    | Dimension Data               | + 12s    |
| 8. | Steele Von Hoff      | ONE Pro Cycling              | + 12s    |
| 9. | Adam Blythe          | Aqua Blue Sport              | + 12s    |
| 10. | Søren Kragh Andersen | Team Sunweb                  | + 12s    |

### 3.ª etapa
| \| Classificação por etapas \| Classificação por etapas \| Classificação por etapas \| Classificação por etapas \| Classificação por etapas \| \| Ciclista \| Ciclista \| Equipe \| Tempo \| \| \| ------------------------ \| ------------------------ \| ------------------------ \| ------------------------ \| ------------------------ \| \| 1. \| Serge Pauwels \| Dimension Data \| 4h57m47s \| \| \| 2. \| Omar Fraile \| Dimension Data \| + 0s \| \| \| 3. \| Jonathan Hivert \| Direct Énergie \| + 6s \| \| \| 4. \| Brent Bookwalter \| BMC Racing Team \| + 6s \| \| \| 5. \| Tao Geoghegan Hart \| Team Sky \| + 8s \| \| \| 6. \| Maurits Lammertink \| Katusha-Alpecin \| + 8s \| \| \| 7. \| Matthew Holmes \| Madison Genesis \| + 8s \| \| \| 8. \| Mark Christian \| Aqua Blue Sport \| + 8s \| \| \| 9. \| Lennard Hofstede \| Team Sunweb \| + 8s \| \| \| 10. \| Joey Rosskopf \| BMC Racing Team \| + 23s \| \| |                    |                 |          |
| |                    |                 |          |
| |                    |                 |          |
| Classificação por etapas |                    |                 |          |
| Ciclista | Ciclista           | Equipe          | Tempo    |
| 1. | Serge Pauwels      | Dimension Data  | 4h57m47s |
| 2. | Omar Fraile        | Dimension Data  | + 0s     |
| 3. | Jonathan Hivert    | Direct Énergie  | + 6s     |
| 4. | Brent Bookwalter   | BMC Racing Team | + 6s     |
| 5. | Tao Geoghegan Hart | Team Sky        | + 8s     |
| 6. | Maurits Lammertink | Katusha-Alpecin | + 8s     |
| 7. | Matthew Holmes     | Madison Genesis | + 8s     |
| 8. | Mark Christian     | Aqua Blue Sport | + 8s     |
| 9. | Lennard Hofstede   | Team Sunweb     | + 8s     |
| 10. | Joey Rosskopf      | BMC Racing Team | + 23s    |

## Classificações finais
- As classificações finalizaram da seguinte forma:[5]

### Classificação geral
| \| Classificação geral \| Classificação geral \| Classificação geral \| Classificação geral \| Classificação geral \| \| Ciclista \| Ciclista \| Equipe \| Tempo \| \| \| ------------------- \| ------------------- \| ------------------- \| ------------------- \| ------------------- \| \| 1. \| Serge Pauwels \| Dimension Data \| 11h53m04s \| \| \| 2. \| Omar Fraile \| Dimension Data \| + 6s \| \| \| 3. \| Jonathan Hivert \| Direct Énergie \| + 7s \| \| \| 4. \| Brent Bookwalter \| BMC Racing Team \| + 18s \| \| \| 5. \| Matthew Holmes \| Madison Genesis \| + 20s \| \| \| 6. \| Maurits Lammertink \| Katusha-Alpecin \| + 20s \| \| \| 7. \| Mark Christian \| Aqua Blue Sport \| + 20s \| \| \| 8. \| Tao Geoghegan Hart \| Team Sky \| + 20s \| \| \| 9. \| Lennard Hofstede \| Team Sunweb \| + 20s \| \| \| 10. \| Joey Rosskopf \| BMC Racing Team \| + 35s \| \| |                    |                 |           |
| |                    |                 |           |
| Fontes: ProCyclingStats Cycling Quotient |                    |                 |           |
| Classificação geral |                    |                 |           |
| Ciclista | Ciclista           | Equipe          | Tempo     |
| 1. | Serge Pauwels      | Dimension Data  | 11h53m04s |
| 2. | Omar Fraile        | Dimension Data  | + 6s      |
| 3. | Jonathan Hivert    | Direct Énergie  | + 7s      |
| 4. | Brent Bookwalter   | BMC Racing Team | + 18s     |
| 5. | Matthew Holmes     | Madison Genesis | + 20s     |
| 6. | Maurits Lammertink | Katusha-Alpecin | + 20s     |
| 7. | Mark Christian     | Aqua Blue Sport | + 20s     |
| 8. | Tao Geoghegan Hart | Team Sky        | + 20s     |
| 9. | Lennard Hofstede   | Team Sunweb     | + 20s     |
| 10. | Joey Rosskopf      | BMC Racing Team | + 35s     |

## Evolução das classificações
| Etapa (Vencedor)              | Classificação geral | Classificação por pontos | Classificação da montanha | Troféu da combatividad |
| ----------------------------- | ------------------- | ------------------------ | ------------------------- | ---------------------- |
| 1.ª etapa (Dylan Groenewegen) | Dylan Groenewegen   | Dylan Groenewegen        | Etienne Van Empel         | Conor Dunne            |
| 2.ª etapa (Nacer Bouhanni)    | Caleb Ewan          | Caleb Ewan               | Etienne Van Empel         | Harry Tanfield         |
| 3.ª etapa (Serge Pauwels)     | Serge Pauwels       | Caleb Ewan               | Pieter Weening            | Dexter Gardias         |
| Classificação final           | Serge Pauwels       | Caleb Ewan               | Pieter Weening            | Não entregado          |

## UCI World Ranking
O Tour de Yorkshire outorga pontos para o UCI Europe Tour de 2017 e o UCI World Ranking, este último para corredores das equipas nas categorias UCI ProTeam, Profissional Continental e Equipas Continentais. As seguintes tabelas são o barómetro de pontuação e os corredores que obtiveram pontos:
| Posição             | 1.ª | 2.ª | 3.ª | 4.ª | 5.ª | 6.ª | 7.ª | 8.ª | 9.ª | 10.ª |
| Classificação geral | 125 | 85  | 70  | 60  | 50  | 40  | 35  | 30  | 25  | 20   |
| Por etapa           | 14  | 5   | 3   |     |     |     |     |     |     |      |
| Líder               | 3   |     |     |     |     |     |     |     |     |      |

| Classificação | Classificação      | Classificação   | Classificação | Classificação | Classificação | Classificação |
| Posição       | Ciclista           | Equipa          | Geral         | Etapa         | Líder         | Total         |
| ------------- | ------------------ | --------------- | ------------- | ------------- | ------------- | ------------- |
| 1.º           | Serge Pauwels      | Dimension Data  | 125           | 14            | -             | 139           |
| 2.º           | Omar Fraile        | Dimension Data  | 85            | 5             | -             | 90            |
| 3.º           | Jonathan Hivert    | Direct Énergie  | 70            | 6             | -             | 76            |
| 4.º           | Brent Bookwalter   | BMC Racing      | 60            | -             | -             | 60            |
| 5.º           | Matthew Holmes     | Madison Genesis | 50            | -             | -             | 50            |
| 6.º           | Maurits Lammertink | Katusha-Alpecin | 40            | -             | -             | 40            |
| 7.º           | Mark Christian     | Aqua Blue Sport | 35            | -             | -             | 35            |
| 8.º           | Tao Geoghegan Hart | Sky             | 30            | -             | -             | 30            |
| 9.º           | Lennard Hofstede   | Sunweb          | 25            | -             | -             | 25            |
| 10.º          | Joey Rosskopf      | BMC Racing      | 20            | -             | -             | 20            |